# Копаловский
Копаловский (также Копал) — посёлок Арсинского сельского поселения Нагайбакского района Челябинской области России. Назван по соседнему урочищу Копал.

## География
Расположен в северо-восточной части района, на левом берегу реки Курасан. Рельеф: полуравнина (Зауральский пенеплен). Ландшафт: ковыльно-разнотравная степь. Расстояние до районного центра села Фершампенуаз 57 км, до центра сельского поселения посёлка Арсинского 14 км.

## История
В 1897 году на месте современного посёлка осели аулом казахи. Эти земли издавна использовались ими в качестве летних пастбищ. В документах 1926 года фигурирует как посёлок Копаловский Степного района[уточнить] Троицкого округа Уральской области. Время возникновения посёлка неизвестно. До 1916 года он входил в состав Аятской волости Верхнеуральского уезда Оренбургской губернии. По данным переписи, здесь имелось 79 хозяйств, с населением 324 человека, из них мужчин 167 человек, женщин 157 человек. Этнический состав населения: киргизы (так ранее именовали казахов) — 316 человек, русские — 7 человек.
В 1926—1954 годы являлся центром сельсовета в Степном и Нагайбакско-Октябрьском районах. В нем насчитывалось 79 дворов. В 1929 году организован колхоз им. Т. Р. Рыскулова, заместителя председателя СНК РСФСР, который входил в число передовых хозяйств. После 1937 года переименован в колхоз им. Кирова. Председатель И. Д. Досмухаметов был делегирован в 1935 году на слёт передовиков сельского хозяйства, в 1936 году награждён орденом Трудового Красного Знамени, затем расстрелян в ходе репрессий.
В 1966 году на территории посёлка разместилось 3-е отделение совхоза «Арсинский». Основной отраслью хозяйства является полеводство. Медицинскую помощь оказывает фельдшерско-акушерский пункт.

## Население
| 1923 | 1966  | 1995  | 2002  | 2010 |
| ---- | ----- | ----- | ----- | ---- |
| 324  | ↘ 146 | ↘ 139 | ↘ 114 | ↘ 82 |

На 1 января 2015 год численность населения в посёлке составляла 72 человека.